# Sezonul de Formula 1 din 1974
Sezonul de Formula 1 din 1974 a fost cel de-al 28-lea sezon al curselor auto de Formula 1 FIA. A inclus cea de-a 25-a ediție a Campionatului Mondial al Piloților, și a 17-a ediție a Cupei Internaționale pentru Constructorii de F1. Sezonul a fost disputat pe parcursul a cincisprezece curse, începând în Argentina pe 13 ianuarie și terminându-se în Statele Unite pe 6 octombrie. În 1974 s-au desfășurat și trei curse care nu au făcut parte din campionat.
Campionul en-titre, Jackie Stewart, nu a condus în 1974, după ce și-a anunțat retragerea la sfârșitul sezonului precedent.
Emerson Fittipaldi și Clay Regazzoni au intrat în ultima cursă a Campionatului Mondial cu un număr egal de puncte, dar Regazzoni a căzut în spatele grilei din cauza problemelor de manevrare, așa că locul patru al lui Fittipaldi i-a oferit campionatul. Acesta a fost și primul titlu pentru McLaren, și primul dintre multele titluri pentru o echipă sponsorizată de marca de țigări Marlboro. Fittipaldi, Ronnie Peterson și Carlos Reutemann au câștigat fiecare câte trei curse, Jody Scheckter și Niki Lauda câte două, Regazzoni și Denny Hulme, care s-a retras la sfârșitul sezonului, câte una. Doi piloți de F1 au murit pe parcursul sezonului, Peter Revson într-un accident în antrenamentele pentru Marele Premiu al Africii de Sud din martie, și debutantul austriac Helmuth Koinigg în Marele Premiu al Statelor Unite în octombrie.
Sezonul 1974 a fost primul în care echipele au avut numere permanente de cursă, de la cursă la cursă, după ce sistemul fusese instituit la mijlocul sezonului precedent. Cifrele s-au bazat pe pozițiile finale ale echipelor în Campionatul Constructorilor din 1973. Din acest punct, fiecare echipă și-a schimbat numerele doar dacă avea pilotul care a câștigat Campionatul Mondial al Piloților – pilotul câștigător luând numărul 1 și coechipierul său numărul 2, iar echipa care avea anterior acele numere preluându-le pe cele vacante. (Asta a făcut din 1974 o anomalie, deoarece nu a existat niciun campion mondial, întrucât Jackie Stewart se retrăsese. Ronnie Peterson a luat numărul 1, fiind lider de echipă la Lotus, campioana la constructori; când situația a apărut din nou în 1992 și 1993, numărul 0 a fost folosit). Acest sistem a însemnat că, de exemplu, Tyrrell – care nu a mai câștigat niciun titlu – și-a menținut numerele 3 și 4 până când sistemul a fost schimbat în 1996.

## Piloții și echipele înscrise în campionat
Următorii piloți și constructori au participat în Campionatul Mondial al Piloților din 1974 și în Cupa Internațională a Constructorilor de F1 din 1974.
| Imagine               | Concurent                                                                   | Constructor  | Motor                             | Șasiu       | Pneu | Piloți                | Piloți               | Piloți         |
| --------------------- | --------------------------------------------------------------------------- | ------------ | --------------------------------- | ----------- | ---- | --------------------- | -------------------- | -------------- |
| Imagine               | Concurent                                                                   | Constructor  | Motor                             | Șasiu       | Pneu | Nr.                   | Numele pilotului     | Etape          |
| Lotus 76              | John Player Team Lotus                                                      | Lotus        | Ford Cosworth DFV 3,0 V8          | 72E 76      | G    | 1                     | Ronnie Peterson      | Toate          |
| Lotus 76              | John Player Team Lotus                                                      | Lotus        | Ford Cosworth DFV 3,0 V8          | 72E 76      | G    | 2                     | Jacky Ickx           | Toate          |
| Lotus 76              | John Player Team Lotus                                                      | Lotus        | Ford Cosworth DFV 3,0 V8          | 72E 76      | G    | 31                    | Tim Schenken         | 15             |
| Tyrrell 007           | Elf Team Tyrrell                                                            | Tyrrell      | Ford Cosworth DFV 3,0 V8          | 005 006 007 | G    | 3                     | Jody Scheckter       | Toate          |
| Tyrrell 007           | Elf Team Tyrrell                                                            | Tyrrell      | Ford Cosworth DFV 3,0 V8          | 005 006 007 | G    | 4                     | Patrick Depailler    | Toate          |
| McLaren M23           | Marlboro Team Texaco Yardley Team McLaren                                   | McLaren      | Ford Cosworth DFV 3,0 V8          | M23         | G    | 5                     | Emerson Fittipaldi   | Toate          |
| McLaren M23           | Marlboro Team Texaco Yardley Team McLaren                                   | McLaren      | Ford Cosworth DFV 3,0 V8          | M23         | G    | 6                     | Denny Hulme          | 1–3, 5–15      |
| McLaren M23           | Marlboro Team Texaco Yardley Team McLaren                                   | McLaren      | Ford Cosworth DFV 3,0 V8          | M23         | G    | 33                    | Mike Hailwood        | 1–11           |
| McLaren M23           | Marlboro Team Texaco Yardley Team McLaren                                   | McLaren      | Ford Cosworth DFV 3,0 V8          | M23         | G    | David Hobbs           | 12–13                |                |
| McLaren M23           | Marlboro Team Texaco Yardley Team McLaren                                   | McLaren      | Ford Cosworth DFV 3,0 V8          | M23         | G    | Jochen Mass           | 14–15                |                |
| McLaren M23           | Marlboro Team Texaco Yardley Team McLaren                                   | McLaren      | Ford Cosworth DFV 3,0 V8          | M23         | G    | 56                    | Denny Hulme          | 4              |
| Brabham BT44          | Motor Racing Developments                                                   | Brabham      | Ford Cosworth DFV 3,0 V8          | BT42 BT44   | G    | 7                     | Carlos Reutemann     | Toate          |
| Brabham BT44          | Motor Racing Developments                                                   | Brabham      | Ford Cosworth DFV 3,0 V8          | BT42 BT44   | G    | 8                     | Richard Robarts      | 1–3            |
| Brabham BT44          | Motor Racing Developments                                                   | Brabham      | Ford Cosworth DFV 3,0 V8          | BT42 BT44   | G    | Rikky von Opel        | 4–9                  |                |
| Brabham BT44          | Motor Racing Developments                                                   | Brabham      | Ford Cosworth DFV 3,0 V8          | BT42 BT44   | G    | Carlos Pace           | 10–15                |                |
| Brabham BT44          | Motor Racing Developments                                                   | Brabham      | Ford Cosworth DFV 3,0 V8          | BT42 BT44   | G    | 34                    | Teddy Pilette        | 5              |
| March 741             | March Engineering                                                           | March        | Ford Cosworth DFV 3,0 V8          | 741         | G    | 9                     | Hans-Joachim Stuck   | 1–6, 8–15      |
| March 741             | March Engineering                                                           | March        | Ford Cosworth DFV 3,0 V8          | 741         | G    | Reine Wisell          | 7                    |                |
| March 741             | March Engineering                                                           | March        | Ford Cosworth DFV 3,0 V8          | 741         | G    | 10                    | Howden Ganley        | 1–2            |
| March 741             | March Engineering                                                           | March        | Ford Cosworth DFV 3,0 V8          | 741         | G    | Vittorio Brambilla    | 3–15                 |                |
| Ferrari 312B3-74      | Scuderia Ferrari SpA SEFAC                                                  | Ferrari      | Ferrari 001/11 3,0 F12            | 312B3-74    | G    | 11                    | Clay Regazzoni       | Toate          |
| Ferrari 312B3-74      | Scuderia Ferrari SpA SEFAC                                                  | Ferrari      | Ferrari 001/11 3,0 F12            | 312B3-74    | G    | 12                    | Niki Lauda           | Toate          |
| BRM P201              | Team Motul BRM                                                              | BRM          | BRM P142 3,0 V12 BRM P200 3,0 V12 | P160E P201  | F    | 14                    | Jean-Pierre Beltoise | Toate          |
| BRM P201              | Team Motul BRM                                                              | BRM          | BRM P142 3,0 V12 BRM P200 3,0 V12 | P160E P201  | F    | 15                    | Henri Pescarolo      | 1–11, 13       |
| BRM P201              | Team Motul BRM                                                              | BRM          | BRM P142 3,0 V12 BRM P200 3,0 V12 | P160E P201  | F    | Chris Amon            | 14–15                |                |
| BRM P201              | Team Motul BRM                                                              | BRM          | BRM P142 3,0 V12 BRM P200 3,0 V12 | P160E P201  | F    | 37                    | François Migault     | 1–6, 8–11, 13  |
| Shadow DN3            | UOP Shadow Racing                                                           | Shadow       | Ford Cosworth DFV 3,0 V8          | DN1 DN3     | G    | 16                    | Peter Revson         | 1–2            |
| Shadow DN3            | UOP Shadow Racing                                                           | Shadow       | Ford Cosworth DFV 3,0 V8          | DN1 DN3     | G    | Brian Redman          | 4–6                  |                |
| Shadow DN3            | UOP Shadow Racing                                                           | Shadow       | Ford Cosworth DFV 3,0 V8          | DN1 DN3     | G    | Bertil Roos           | 7                    |                |
| Shadow DN3            | UOP Shadow Racing                                                           | Shadow       | Ford Cosworth DFV 3,0 V8          | DN1 DN3     | G    | Tom Pryce             | 8–15                 |                |
| Shadow DN3            | UOP Shadow Racing                                                           | Shadow       | Ford Cosworth DFV 3,0 V8          | DN1 DN3     | G    | 17                    | Jean-Pierre Jarier   | 1–2, 4–15      |
|                       | Team Surtees Bang & Olufsen Team Surtees Memphis International Team Surtees | Surtees      | Ford Cosworth DFV 3,0 V8          | TS16        | F    | 18                    | Carlos Pace          | 1–7            |
| José Dolhem           | Team Surtees Bang & Olufsen Team Surtees Memphis International Team Surtees | Surtees      | Ford Cosworth DFV 3,0 V8          | TS16        | F    | 9, 15                 |                      |                |
| Derek Bell            | Team Surtees Bang & Olufsen Team Surtees Memphis International Team Surtees | Surtees      | Ford Cosworth DFV 3,0 V8          | TS16        | F    | 10–14                 |                      |                |
| 19                    | Team Surtees Bang & Olufsen Team Surtees Memphis International Team Surtees | Surtees      | Ford Cosworth DFV 3,0 V8          | TS16        | F    | Jochen Mass           | 1–11                 |                |
| Jean-Pierre Jabouille | Team Surtees Bang & Olufsen Team Surtees Memphis International Team Surtees | Surtees      | Ford Cosworth DFV 3,0 V8          | TS16        | F    | 12                    |                      |                |
| José Dolhem           | Team Surtees Bang & Olufsen Team Surtees Memphis International Team Surtees | Surtees      | Ford Cosworth DFV 3,0 V8          | TS16        | F    | 13                    |                      |                |
| Helmuth Koinigg       | Team Surtees Bang & Olufsen Team Surtees Memphis International Team Surtees | Surtees      | Ford Cosworth DFV 3,0 V8          | TS16        | F    | 14–15                 |                      |                |
| 30                    | Team Surtees Bang & Olufsen Team Surtees Memphis International Team Surtees | Surtees      | Ford Cosworth DFV 3,0 V8          | TS16        | F    | Dieter Quester        | 12                   |                |
| Williams FW           | Frank Williams Racing Cars                                                  | Iso-Marlboro | Ford Cosworth DFV 3,0 V8          | FW          | F    | 20                    | Arturo Merzario      | Toate          |
| Williams FW           | Frank Williams Racing Cars                                                  | Iso-Marlboro | Ford Cosworth DFV 3,0 V8          | FW          | F    | Richard Robarts       | 7                    |                |
| Williams FW           | Frank Williams Racing Cars                                                  | Iso-Marlboro | Ford Cosworth DFV 3,0 V8          | FW          | F    | 21                    | Tom Belsø            | 3–4, 7, 10     |
| Williams FW           | Frank Williams Racing Cars                                                  | Iso-Marlboro | Ford Cosworth DFV 3,0 V8          | FW          | F    | Gijs van Lennep       | 5, 8                 |                |
| Williams FW           | Frank Williams Racing Cars                                                  | Iso-Marlboro | Ford Cosworth DFV 3,0 V8          | FW          | F    | Jean-Pierre Jabouille | 9                    |                |
| Williams FW           | Frank Williams Racing Cars                                                  | Iso-Marlboro | Ford Cosworth DFV 3,0 V8          | FW          | F    | Jacques Laffite       | 11–15                |                |
|                       | Team Ensign                                                                 | Ensign       | Ford Cosworth DFV 3,0 V8          | N174        | F    | 22                    | Rikky von Opel       | 1              |
| Vern Schuppan         | Team Ensign                                                                 | Ensign       | Ford Cosworth DFV 3,0 V8          | N174        | F    | 5–11                  |                      |                |
| Mike Wilds            | Team Ensign                                                                 | Ensign       | Ford Cosworth DFV 3,0 V8          | N174        | F    | 12, 14-15             |                      |                |
| Mike Wilds            | Team Ensign                                                                 | Ensign       | Ford Cosworth DFV 3,0 V8          | N174        | F    | 25                    | 13                   |                |
| Amon AF101            | Dalton-Amon International                                                   | Amon         | Ford Cosworth DFV 3,0 V8          | AF101       | F    | 22                    | Chris Amon           | 13             |
| Amon AF101            | Dalton-Amon International                                                   | Amon         | Ford Cosworth DFV 3,0 V8          | AF101       | F    | 30                    | Chris Amon           | 4, 6, 11       |
| Amon AF101            | Dalton-Amon International                                                   | Amon         | Ford Cosworth DFV 3,0 V8          | AF101       | F    | Larry Perkins         | 11                   |                |
| Trojan T103           | Trojan-Tauranac Racing                                                      | Trojan       | Ford Cosworth DFV 3,0 V8          | T103        | F    | 23                    | Tim Schenken         | 4, 6, 8, 10–12 |
| Trojan T103           | Trojan-Tauranac Racing                                                      | Trojan       | Ford Cosworth DFV 3,0 V8          | T103        | F    | 29                    | Tim Schenken         | 13             |
| Trojan T103           | Trojan-Tauranac Racing                                                      | Trojan       | Ford Cosworth DFV 3,0 V8          | T103        | F    | 41                    | Tim Schenken         | 5              |
| Hesketh 308           | Hesketh Racing                                                              | Hesketh      | Ford Cosworth DFV 3,0 V8          | 308         | F    | 24                    | James Hunt           | 3-15           |
| Hesketh 308           | Hesketh Racing                                                              | Hesketh      | Ford Cosworth DFV 3,0 V8          | 308         | F    | 31                    | Ian Scheckter        | 12             |
| Maki F101             | Maki Engineering                                                            | Maki         | Ford Cosworth DFV 3,0 V8          | F101        | F    | 25                    | Howden Ganley        | 10–11          |
| Lola T370             | Embassy Racing with Graham Hill                                             | Lola         | Ford Cosworth DFV 3,0 V8          | T370        | F    | 26                    | Graham Hill          | Toate          |
| Lola T370             | Embassy Racing with Graham Hill                                             | Lola         | Ford Cosworth DFV 3,0 V8          | T370        | F    | 27                    | Guy Edwards          | 1–2, 4–11      |
| Lola T370             | Embassy Racing with Graham Hill                                             | Lola         | Ford Cosworth DFV 3,0 V8          | T370        | F    | Peter Gethin          | 10                   |                |
| Lola T370             | Embassy Racing with Graham Hill                                             | Lola         | Ford Cosworth DFV 3,0 V8          | T370        | F    | Rolf Stommelen        | 12–15                |                |
|                       | Pinch Plant Ltd                                                             | Lyncar       | Ford Cosworth DFV 3,0 V8          | 006         | F    | 29                    | John Nicholson       | 10             |
|                       | Token Racing                                                                | Token        | Ford Cosworth DFV 3,0 V8          | RJ02        | F    | 32                    | Ian Ashley           | 11             |
| 35                    | Token Racing                                                                | Token        | Ford Cosworth DFV 3,0 V8          | RJ02        | F    | 12                    | Ian Ashley           |                |
| 42                    | Token Racing                                                                | Token        | Ford Cosworth DFV 3,0 V8          | RJ02        | F    | Tom Pryce             | 5                    |                |
| David Purley          | Token Racing                                                                | Token        | Ford Cosworth DFV 3,0 V8          | RJ02        | F    | 10                    |                      |                |
| Parnelli VPJ4         | Vel's Parnelli Jones Racing                                                 | Parnelli     | Ford Cosworth DFV 3,0 V8          | VPJ4        | F    | 55                    | Mario Andretti       | 14–15          |
| Penske PC1            | Penske Cars                                                                 | Penske       | Ford Cosworth DFV 3,0 V8          | PC1         | G    | 66                    | Mark Donohue         | 14–15          |

Echipele private care nu și-au construit propriul șasiu și au folosit șasiurile constructorilor existenți sunt arătate mai jos. Toate au folosit motorul Ford Cosworth DFV 3,0 V8.
| Concurent                          | Constructor afiliat | Șasiu     | Pneu | Piloți | Piloți           | Piloți   |
| ---------------------------------- | ------------------- | --------- | ---- | ------ | ---------------- | -------- |
| Concurent                          | Constructor afiliat | Șasiu     | Pneu | Nr.    | Numele pilotului | Etape    |
| Scribante Lucky Strike Racing      | McLaren             | M23       | G    | 23     | Dave Charlton    | 3        |
| AAW Racing Team                    | Surtees             | TS16      | F    | 23     | Leo Kinnunen     | 7, 9, 13 |
| AAW Racing Team                    | Surtees             | TS16      | F    | 43     | Leo Kinnunen     | 10, 12   |
| AAW Racing Team                    | Surtees             | TS16      | F    | 44     | Leo Kinnunen     | 5        |
| John Goldie Racing with Hexagon    | Brabham             | BT42 BT44 | F    | 28     | John Watson      | Toate    |
| John Goldie Racing with Hexagon    | Brabham             | BT42 BT44 | F    | 34     | Carlos Pace      | 9        |
| Team Gunston                       | Lotus               | 72E       | G    | 29     | Ian Scheckter    | 3        |
| Team Gunston                       | Lotus               | 72E       | G    | 30     | Paddy Driver     | 3        |
| Scuderia Finotto                   | Brabham             | BT42      | F    | 31     | Carlo Facetti    | 13       |
| Scuderia Finotto                   | Brabham             | BT42      | F    | 32     | Helmuth Koinigg  | 12       |
| Scuderia Finotto                   | Brabham             | BT42      | F    | 43     | Gérard Larrousse | 5, 9     |
| Blignaut Embassy Racing            | Tyrrell             | 004       | F    | 32     | Eddie Keizan     | 3        |
| Dempster International Racing Team | March               | 731       | F    | 35     | Mike Wilds       | 10       |
| The Chequered Flag                 | Brabham             | BT42      | G    | 42     | Ian Ashley       | 14–15    |
| Team Canada F1 Racing              | Brabham             | BT42      | G    | 50     | Eppie Wietzes    | 14       |
| Allied Polymer Group               | Brabham             | BT42      | G    | 208    | Lella Lombardi   | 10       |

## Calendar
Următoarele cincisprezece Mari Premii au avut loc în 1974.
| 1.                                         | 2.                                                  | 3.                                            | 4.                                          |
| ------------------------------------------ | --------------------------------------------------- | --------------------------------------------- | ------------------------------------------- |
| Marele Premiu al Argentinei 11-13 ianuarie | Marele Premiu al Braziliei 25-27 ianuarie           | Marele Premiu al Africii de Sud 28-30 martie  | Marele Premiu al Spaniei 26-28 aprilie      |
| Oscar Alfredo Gálvez (P)                   | Interlagos (P)                                      | Kyalami (P)                                   | Jarama (P)                                  |
| 5.                                         | 6.                                                  | 7.                                            | 8.                                          |
| Marele Premiu al Belgiei 10-12 mai         | Marele Premiu al Principatului Monaco 23, 25-26 mai | Marele Premiu al Suediei 7-9 iunie            | Marele Premiu al Țărilor de Jos 21-23 iunie |
| Nivelles-Baulers (P)                       | Monaco (S)                                          | Anderstorp (P)                                | Zandvoort (P)                               |
| 9.                                         | 10.                                                 | 11.                                           | 12.                                         |
| Marele Premiu al Franței 5-7 iulie         | Marele Premiu al Marii Britanii 18-20 iulie         | Marele Premiu al Germaniei 2-4 august         | Marele Premiu al Austriei 16-18 august      |
| Dijon-Prenois (P)                          | Brands Hatch (P)                                    | Nürburgring (P)                               | Österreichring (P)                          |
| 13.                                        | 14.                                                 | 15.                                           |                                             |
| Marele Premiu al Italiei 6-8 septembrie    | Marele Premiu al Canadei 20-22 septembrie           | Marele Premiu al Statelor Unite 4-6 octombrie |                                             |
| Monza (P)                                  | Mosport Park (P)                                    | Watkins Glen (P)                              |                                             |
| (P) - pistă; (S) - stradă.                 |                                                     |                                               |                                             |

## Rezultate și clasamente

### Marile Premii
| Etapa | Mare Premiu                | Pole position      | Cel mai rapid tur | Pilotul câștigător | Constructorul câștigător | Lider | Lider |
| Etapa | Mare Premiu                | Pole position      | Cel mai rapid tur | Pilotul câștigător | Constructorul câștigător | Pilot | Dif.  |
| ----- | -------------------------- | ------------------ | ----------------- | ------------------ | ------------------------ | ----- | ----- |
| 1     | MP al Argentinei           | Ronnie Peterson    | Clay Regazzoni    | Denny Hulme        | McLaren-Ford             | HUL   | 3     |
| 2     | MP al Braziliei            | Emerson Fittipaldi | Clay Regazzoni    | Emerson Fittipaldi | McLaren-Ford             | REG   | 1     |
| 3     | MP al Africii de Sud       | Niki Lauda         | Carlos Reutemann  | Carlos Reutemann   | Brabham-Ford             | REG   | 1     |
| 4     | MP al Spaniei              | Niki Lauda         | Niki Lauda        | Niki Lauda         | Ferrari                  | REG   | 1     |
| 5     | MP al Belgiei              | Clay Regazzoni     | Denny Hulme       | Emerson Fittipaldi | McLaren-Ford             | FIT   | 1     |
| 6     | MP al Principatului Monaco | Niki Lauda         | Ronnie Peterson   | Ronnie Peterson    | Lotus-Ford               | FIT   | 2     |
| 7     | MP al Suediei              | Patrick Depailler  | Patrick Depailler | Jody Scheckter     | Tyrrell-Ford             | FIT   | 5     |
| 8     | MP al Țărilor de Jos       | Niki Lauda         | Ronnie Peterson   | Niki Lauda         | Ferrari                  | FIT   | 1     |
| 9     | MP al Franței              | Niki Lauda         | Jody Scheckter    | Ronnie Peterson    | Lotus-Ford               | LAU   | 4     |
| 10    | MP al Marii Britanii       | Niki Lauda         | Niki Lauda        | Jody Scheckter     | Tyrrell-Ford             | LAU   | 1     |
| 11    | MP al Germaniei            | Niki Lauda         | Jody Scheckter    | Clay Regazzoni     | Ferrari                  | REG   | 3     |
| 12    | MP al Austriei             | Niki Lauda         | Clay Regazzoni    | Carlos Reutemann   | Brabham-Ford             | REG   | 5     |
| 13    | MP al Italiei              | Niki Lauda         | Carlos Pace       | Ronnie Peterson    | Lotus-Ford               | REG   | 1     |
| 14    | MP al Canadei              | Emerson Fittipaldi | Niki Lauda        | Emerson Fittipaldi | McLaren-Ford             | FIT   | 0     |
| 15    | MP al Statelor Unite       | Carlos Reutemann   | Carlos Pace       | Carlos Reutemann   | Brabham-Ford             | FIT   | 3     |

### Clasament Campionatul Mondial al Piloților
Punctele au fost acordate pe o bază de 9–6–4–3–2–1 primilor șase clasați în fiecare cursă. Doar cele mai bune șapte rezultate din primele opt curse și cele mai bune șase rezultate din restul de șapte curse au fost luate în considerare pentru Campionatul Mondial.
| Poz. | Pilot                 | ARG | BRA | ZAF | ESP  | BEL | MCO | SWE  | NLD | FRA | GBR  | DEU | AUT | ITA | CAN | USA | Puncte |
| ---- | --------------------- | --- | --- | --- | ---- | --- | --- | ---- | --- | --- | ---- | --- | --- | --- | --- | --- | ------ |
| 1    | Emerson Fittipaldi    | 10  | 1P  | 7   | 3    | 1   | 5   | 4    | 3   | Ab  | 2    | Ab  | Ab  | 2   | 1P  | 4   | 55     |
| 2    | Clay Regazzoni        | 3R  | 2R  | Ab  | 2    | 4P  | 4   | Ab   | 2   | 3   | 4    | 1   | 5R  | Ab  | 2   | 11  | 52     |
| 3    | Jody Scheckter        | Ab  | 13  | 8   | 5    | 3   | 2   | 1    | 5   | 4R  | 1    | 2R  | Ab  | 3   | Ab  | Ab  | 45     |
| 4    | Niki Lauda            | 2   | Ab  | 16P | 1P R | 2   | AbP | Ab   | 1P  | 2P  | 5P R | AbP | AbP | AbP | AbR | Ab  | 38     |
| 5    | Ronnie Peterson       | 13P | 6   | Ab  | Ab   | Ab  | 1R  | Ab   | 8R  | 1   | 10   | 4   | Ab  | 1   | 3   | Ab  | 35     |
| 6    | Carlos Reutemann      | 7   | 7   | 1R  | Ab   | Ab  | Ab  | Ab   | 12  | Ab  | 6    | 3   | 1   | Ab  | 9   | 1P  | 32     |
| 7    | Denny Hulme           | 1   | 12  | 9   | 6    | 6R  | Ab  | Ab   | Ab  | 6   | 7    | DSC | 2   | 6   | 6   | Ab  | 20     |
| 8    | James Hunt            | Ab  | 9   | Ab  | 10   | Ab  | Ab  | 3    | Ab  | Ab  | Ab   | Ab  | 3   | Ab  | 4   | 3   | 15     |
| 9    | Patrick Depailler     | 6   | 8   | 4   | 8    | Ab  | 9   | 2P R | 6   | 8   | Ab   | Ab  | Ab  | 11  | 5   | 6   | 14     |
| 10   | Mike Hailwood         | 4   | 5   | 3   | 9    | 7   | Ab  | Ab   | 4   | 7   | Ab   | 15  |     |     |     |     | 12     |
| =    | Jacky Ickx            | Ab  | 3   | Ab  | Ab   | Ab  | Ab  | Ab   | 11  | 5   | 3    | 5   | Ab  | Ab  | 13  | Ab  | 12     |
| 12   | Carlos Pace           | Ab  | 4   | 11  | 13   | Ab  | Ab  | Ab   |     | NSC | 9    | 12  | Ab  | 5R  | 8   | 2R  | 11     |
| 13   | Jean-Pierre Beltoise  | 5   | 10  | 2   | Ab   | 5   | Ab  | Ab   | Ab  | 10  | 12   | Ab  | Ab  | Ab  | NC  | NSC | 10     |
| 14   | Jean-Pierre Jarier    | Ab  | Ab  |     | Ab   | 13  | 3   | 5    | Ab  | 12  | Ab   | 8   | 8   | Ab  | Ab  | 10  | 6      |
| =    | John Watson           | 12  | Ab  | Ab  | 11   | 11  | 6   | 11   | 7   | 16  | 11   | Ab  | 4   | 7   | Ab  | 5   | 6      |
| 16   | Hans-Joachim Stuck    | Ab  | Ab  | 5   | 4    | Ab  | Ab  |      | Ab  | NSC | Ab   | 7   | 11  | Ab  | Ab  | NSC | 5      |
| 17   | Arturo Merzario       | Ab  | Ab  | 6   | Ab   | Ab  | Ab  | NS   | Ab  | 9   | Ab   | Ab  | Ab  | 4   | Ab  | Ab  | 4      |
| 18   | Vittorio Brambilla    |     |     | 10  | NS   | 9   | Ab  | 10   | 10  | 11  | Ab   | 13  | 6   | Ab  | NSC | Ab  | 1      |
| =    | Graham Hill           | Ab  | 11  | 12  | Ab   | 8   | 7   | 6    | Ab  | 13  | 13   | 9   | 12  | 8   | 14  | 8   | 1      |
| =    | Tom Pryce             |     |     |     |      | Ab  |     |      | Ab  | Ab  | 8    | 6   | Ab  | 10  | Ab  | NC  | 1      |
| —    | Guy Edwards           | 11  | Ab  |     | NSC  | 12  | 8   | 7    | Ab  | 15  | NSC  | NSC |     |     |     |     | 0      |
| —    | David Hobbs           |     |     |     |      |     |     |      |     |     |      |     | 7   | 9   |     |     | 0      |
| —    | Jochen Mass           | Ab  | 17  | Ab  | Ab   | Ab  |     | Ab   | Ab  | Ab  | 14   | Ab  |     |     | 16  | 7   | 0      |
| —    | Brian Redman          |     |     |     | 7    | 18  | Ab  |      |     |     |      |     |     |     |     |     | 0      |
| —    | Mario Andretti        |     |     |     |      |     |     |      |     |     |      |     |     |     | 7   | DSC | 0      |
| —    | Howden Ganley         | 8   | Ab  |     |      |     |     |      |     |     | NSC  | NSC |     |     |     |     | 0      |
| —    | Tom Belsø             |     |     | Ab  | NSC  |     |     | 8    |     |     | NSC  |     |     |     |     |     | 0      |
| —    | Rikky von Opel        | NS  |     |     | Ab   | Ab  | NSC | 9    | 9   | NSC |      |     |     |     |     |     | 0      |
| —    | Henri Pescarolo       | 9   | 14  | 18  | 12   | Ab  | Ab  | Ab   | Ab  | Ab  | Ab   | 10  |     | Ab  |     |     | 0      |
| —    | Chris Amon            |     |     |     | Ab   |     | NS  |      |     |     |      | NSC |     | NSC | NC  | 9   | 0      |
| —    | Dieter Quester        |     |     |     |      |     |     |      |     |     |      |     | 9   |     |     |     | 0      |
| —    | Tim Schenken          |     |     |     | 14   | 10  | Ab  |      | NSC |     | Ab   | NSC | 10  | Ab  |     | DSC | 0      |
| —    | Helmuth Koinigg       |     |     |     |      |     |     |      |     |     |      |     | NSC |     | 10  | Ab  | 0      |
| —    | Rolf Stommelen        |     |     |     |      |     |     |      |     |     |      |     | Ab  | Ab  | 11  | 12  | 0      |
| —    | Derek Bell            |     |     |     |      |     |     |      |     |     | NSC  | 11  | NSC | NSC | NSC |     | 0      |
| —    | Mark Donohue          |     |     |     |      |     |     |      |     |     |      |     |     |     | 12  | Ab  | 0      |
| —    | Ian Scheckter         |     |     | 13  |      |     |     |      |     |     |      |     | NSC |     |     |     | 0      |
| —    | François Migault      | Ab  | 16  | 15  | Ab   | 16  | Ab  |      | Ab  | 14  | NC   | NSC |     | Ab  |     |     | 0      |
| —    | Ian Ashley            |     |     |     |      |     |     |      |     |     |      | 14  | NC  |     | NSC | NSC | 0      |
| —    | Gijs van Lennep       |     |     |     |      | 14  |     |      | NSC |     |      |     |     |     |     |     | 0      |
| —    | Eddie Keizan          |     |     | 14  |      |     |     |      |     |     |      |     |     |     |     |     | 0      |
| —    | Richard Robarts       | Ab  | 15  | 17  |      |     |     | NS   |     |     |      |     |     |     |     |     | 0      |
| —    | Vern Schuppan         |     |     |     |      | 15  | Ab  | DSC  | DSC | NSC | NSC  | Ab  |     |     |     |     | 0      |
| —    | Jacques Laffite       |     |     |     |      |     |     |      |     |     |      | Ab  | NC  | Ab  | 15  | Ab  | 0      |
| —    | Teddy Pilette         |     |     |     |      | 17  |     |      |     |     |      |     |     |     |     |     | 0      |
| —    | Dave Charlton         |     |     | 19  |      |     |     |      |     |     |      |     |     |     |     |     | 0      |
| —    | Peter Revson          | Ab  | Ab  |     |      |     |     |      |     |     |      |     |     |     |     |     | 0      |
| —    | Leo Kinnunen          |     |     |     |      | NSC |     | Ab   |     | NSC | NSC  |     | NSC | NSC |     |     | 0      |
| —    | Mike Wilds            |     |     |     |      |     |     |      |     |     | NSC  |     | NSC | NSC | NSC | NC  | 0      |
| —    | Gérard Larrousse      |     |     |     |      | Ab  |     |      |     | NSC |      |     |     |     |     |     | 0      |
| —    | Paddy Driver          |     |     | Ab  |      |     |     |      |     |     |      |     |     |     |     |     | 0      |
| —    | Reine Wisell          |     |     |     |      |     |     | Ab   |     |     |      |     |     |     |     |     | 0      |
| —    | Bertil Roos           |     |     |     |      |     |     | Ab   |     |     |      |     |     |     |     |     | 0      |
| —    | Peter Gethin          |     |     |     |      |     |     |      |     |     | Ab   |     |     |     |     |     | 0      |
| —    | Eppie Wietzes         |     |     |     |      |     |     |      |     |     |      |     |     |     | Ab  |     | 0      |
| —    | José Dolhem           |     |     |     |      |     |     |      |     | NSC |      |     |     | NSC |     | Ab  | 0      |
| —    | Jean-Pierre Jabouille |     |     |     |      |     |     |      |     | NSC |      |     | NSC |     |     |     | 0      |
| —    | David Purley          |     |     |     |      |     |     |      |     |     | NSC  |     |     |     |     |     | 0      |
| —    | Lella Lombardi        |     |     |     |      |     |     |      |     |     | NSC  |     |     |     |     |     | 0      |
| —    | John Nicholson        |     |     |     |      |     |     |      |     |     | NSC  |     |     |     |     |     | 0      |
| —    | Larry Perkins         |     |     |     |      |     |     |      |     |     |      | NSC |     |     |     |     | 0      |
| —    | Carlo Facetti         |     |     |     |      |     |     |      |     |     |      |     |     | NSC |     |     | 0      |
| Poz. | Pilot                 | ARG | BRA | ZAF | ESP  | BEL | MCO | SWE  | NLD | FRA | GBR  | DEU | AUT | ITA | CAN | USA | Puncte |

| Legendă      | Legendă                                            |
| Culoare      | Rezultat                                           |
| ------------ | -------------------------------------------------- |
| Auriu        | Câștigător                                         |
| Argintiu     | Locul 2                                            |
| Bronz        | Locul 3                                            |
| Verde        | Alte locuri care punctează                         |
| Albastru     | Alte locuri                                        |
| Albastru     | Nu s-a clasat, dar a terminat cursa (NC)           |
| Purpuriu     | A abandonat cursa (Ab)                             |
| Negru        | Descalificat (DSC)                                 |
| Alb          | Nu a luat startul (NS)                             |
| Roșu         | Nu s-a calificat (NSC)                             |
| Fără culoare | Retras înainte de calificări (Ret)                 |
| Fără culoare | Exclus (EX)                                        |
| Fără culoare | Nu a participat (celulă goală)                     |
| Adnotare     | Însemnătate                                        |
| P            | Pole position                                      |
| R            | Cel mai rapid tur                                  |
| (6)          | Rezultatul nu a fost luat în considerare pentru CM |

### Clasament Cupa Internațională pentru Constructorii de F1
Punctele au fost acordate pe o bază de 9–6–4–3–2–1 primilor șase clasați în fiecare cursă, dar numai primei mașini care a terminat pentru fiecare constructor. Cele mai bune șapte rezultate din primele opt curse și cele mai bune șase rezultate din restul de șapte curse au fost luate în considerare pentru Cupa Internațională.
| Poz. | Constructor       | ARG | BRA | ZAF | ESP | BEL | MCO | SWE | NLD | FRA | GBR | DEU | AUT | ITA | CAN | USA | Puncte  |
| ---- | ----------------- | --- | --- | --- | --- | --- | --- | --- | --- | --- | --- | --- | --- | --- | --- | --- | ------- |
| 1    | McLaren-Ford      | 1   | 1   | 3   | 3   | 1   | (5) | 4   | 3   | 6   | 2   | 15  | 2   | 2   | 1   | 4   | 73 (75) |
| 2    | Ferrari           | 2   | 2   | 16  | 1   | 2   | 4   | Ab  | 1   | 2   | 4   | 1   | 5   | Ab  | 2   | 11  | 65      |
| 3    | Tyrrell-Ford      | 6   | 8   | 4   | 5   | 3   | 2   | 1   | 5   | 4   | 1   | 2   | Ab  | 3   | 5   | 6   | 52      |
| 4    | Lotus-Ford        | 13  | 3   | 13  | Ab  | Ab  | 1   | Ab  | 8   | 1   | 3   | 4   | Ab  | 1   | 3   | Ab  | 42      |
| 5    | Brabham-Ford      | 7   | 7   | 1   | 11  | 11  | 6   | 9   | 7   | 16  | 6   | 3   | 1   | 5   | 8   | 1   | 35      |
| 6    | Hesketh-Ford      |     |     | Ab  | 10  | Ab  | Ab  | 3   | Ab  | Ab  | Ab  | Ab  | 3   | Ab  | 4   | 3   | 15      |
| 7    | BRM               | 5   | 10  | 2   | 12  | 5   | Ab  | Ab  | Ab  | 10  | 12  | 10  | Ab  | Ab  | NC  | 9   | 10      |
| 8    | Shadow-Ford       | Ab  | Ab  |     | 7   | 13  | 3   | 5   | Ab  | 12  | 8   | 6   | 8   | 10  | Ab  | 10  | 7       |
| 9    | March-Ford        | 8   | 9   | 5   | 4   | 9   | Ab  | 10  | 10  | 11  | Ab  | 7   | 6   | Ab  | Ab  | Ab  | 6       |
| 10   | Iso-Marlboro-Ford | Ab  | Ab  | 6   | Ab  | 14  | Ab  | 8   | Ab  | 9   | Ab  | Ab  | NC  | 4   | 15  | Ab  | 4       |
| 11   | Surtees-Ford      | Ab  | 4   | 11  | 13  | Ab  | Ab  | Ab  | Ab  | Ab  | 14  | 11  | 9   | NSC | 10  | Ab  | 3       |
| 12   | Lola-Ford         | 11  | 11  | 12  | Ab  | 8   | 7   | 6   | Ab  | 13  | 13  | 9   | 12  | 8   | 11  | 8   | 1       |
| —    | Parnelli-Ford     |     |     |     |     |     |     |     |     |     |     |     |     |     | 7   | DSC | 0       |
| —    | Trojan-Ford       |     |     |     | 14  | 10  | Ab  |     | NSC |     | Ab  | NSC | 10  | Ab  |     |     | 0       |
| —    | Penske-Ford       |     |     |     |     |     |     |     |     |     |     |     |     |     | 12  | Ab  | 0       |
| —    | Token-Ford        |     |     |     |     | Ab  |     |     |     |     | NSC | 14  | NC  |     |     |     | 0       |
| —    | Ensign-Ford       | NS  |     |     |     | 15  | Ab  | DSC | DSC | NSC | NSC | Ab  | NSC | NSC | NSC | NC  | 0       |
| —    | Amon-Ford         |     |     |     | Ab  |     | NS  |     |     |     |     | NSC |     | NSC |     |     | 0       |
| —    | Maki-Ford         |     |     |     |     |     |     |     |     |     | NSC | NSC |     |     |     |     | 0       |
| —    | Lyncar-Ford       |     |     |     |     |     |     |     |     |     | NSC |     |     |     |     |     | 0       |
| Poz. | Constructor       | ARG | BRA | ZAF | ESP | BEL | MCO | SWE | NLD | FRA | GBR | DEU | AUT | ITA | CAN | USA | Puncte  |

### Curse non-campionat
Trei curse non-campionat pentru mașinile de Formula 1 au fost, de asemenea, organizate în 1974.
| Numele cursei                                  | Circuit      | Data        | Pilotul câștigător | Constructor      |
| ---------------------------------------------- | ------------ | ----------- | ------------------ | ---------------- |
| Marele Premiu al Președintelui Emilio Medici I | Brasília     | 3 februarie | Emerson Fittipaldi | McLaren-Cosworth |
| Cursa Camponilor IX                            | Brands Hatch | 17 martie   | Jacky Ickx         | Lotus-Cosworth   |
| Trofeul Internațional BRDC XXVI                | Silverstone  | 7 aprilie   | James Hunt         | Hesketh-Cosworth |